# Chrysothrix
Chrysothrix är ett släkte av lavar. Enligt Catalogue of Life ingår Chrysothrix i familjen Chrysothricaceae, ordningen Arthoniales, klassen Arthoniomycetes, divisionen sporsäcksvampar och riket svampar, men enligt Dyntaxa är tillhörigheten istället familjen Chrysotrichaceae, ordningen Arthoniales, klassen Arthoniomycetes, divisionen sporsäcksvampar och riket svampar.
| Chrysothrix | \| \| Chrysothrix candelaris \| \| \| \| \| \| Chrysothrix chlorina \| \| \| \| \| \| Chrysothrix chrysophthalma \| \| \| \| \| \| Chrysothrix granulosa \| \| \| \| \| \| Chrysothrix occidentalis \| \| \| \| \| \| Chrysothrix palaeophila \| \| \| \| \| \| Chrysothrix sulphurella \| \| \| \| \| \| Chrysothrix tchupalensis \| \| \| \| \| \| Chrysothrix xanthina \| \| \| \| |
|             | \| \| Chrysothrix candelaris \| \| \| \| \| \| Chrysothrix chlorina \| \| \| \| \| \| Chrysothrix chrysophthalma \| \| \| \| \| \| Chrysothrix granulosa \| \| \| \| \| \| Chrysothrix occidentalis \| \| \| \| \| \| Chrysothrix palaeophila \| \| \| \| \| \| Chrysothrix sulphurella \| \| \| \| \| \| Chrysothrix tchupalensis \| \| \| \| \| \| Chrysothrix xanthina \| \| \| \| |
|             | Chrysothrix candelaris |
|             | |
|             | Chrysothrix chlorina |
|             | |
|             | Chrysothrix chrysophthalma |
|             | |
|             | Chrysothrix granulosa |
|             | |
|             | Chrysothrix occidentalis |
|             | |
|             | Chrysothrix palaeophila |
|             | |
|             | Chrysothrix sulphurella |
|             | |
|             | Chrysothrix tchupalensis |
|             | |
|             | Chrysothrix xanthina |
|             | |

|  | Chrysothrix candelaris     |
|  |                            |
|  | Chrysothrix chlorina       |
|  |                            |
|  | Chrysothrix chrysophthalma |
|  |                            |
|  | Chrysothrix granulosa      |
|  |                            |
|  | Chrysothrix occidentalis   |
|  |                            |
|  | Chrysothrix palaeophila    |
|  |                            |
|  | Chrysothrix sulphurella    |
|  |                            |
|  | Chrysothrix tchupalensis   |
|  |                            |
|  | Chrysothrix xanthina       |
|  |                            |

## Källor

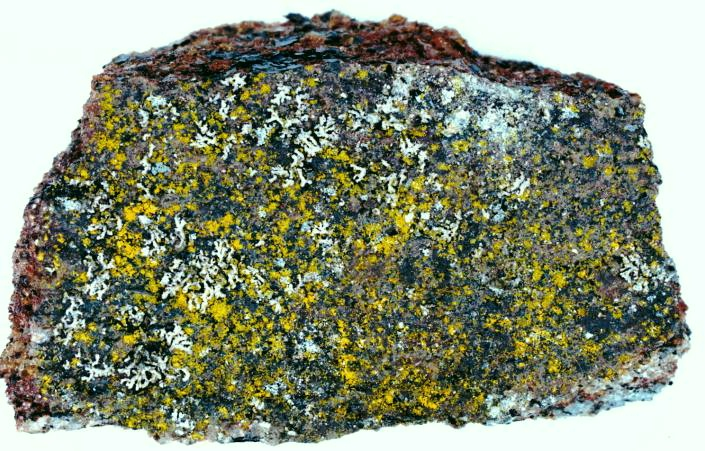